# 笈川武夫
笈川 武夫（、1905年〈明治38年〉6月25日 - 1960年〈昭和35年〉4月4日）は、日本の俳優である。本名は春野 武雄（はるの たけお）。及川 武夫と表記に揺れがある。日本初のテレビ時代劇『半七捕物帳』の主役として知られる。妻は元松竹の舞台女優で、村田嘉久子、村田竹子と共に「帝劇三姉妹」といわれた村田みね子である。

## 来歴・人物
1905年（明治38年）6月25日、東京府東京市芝区南佐久間町に生まれる。芝愛宕小学校を経て旧制芝中学校（現在の芝中学校・高等学校）に入学。卒業後、海軍兵学校の入学試験を受けるも不合格となり、早稲田大学に進学する。しかしそれでも諦められず、再び海軍兵学校を受験して合格したが、1923年（大正12年）9月1日、関東大震災で実家及び学校は全焼した。
1925年（大正14年）4月、震災直後に日比谷音楽堂で公演された新国劇の舞台『勧進帳』を鑑賞したのをきっかけに俳優を志し、笈川武夫という芸名で畑中蓼坡、伊澤蘭奢、御橋公らが所属していた新劇協会に入る。同年5月、白鳥座で初舞台を踏む。この芸名は「笈を背負ひて、川を渡る」が由来であるという。同年末、新劇協会の一同と共に作家直木三十五が設立しマキノ・プロダクションが提供した聯合映画芸術家協会を経て1926年（昭和元年）には帝国ホテル演芸場の舞台に出演する。また、諸口十九一座と浅草公園劇場で競演した時期もある。ところが、新劇協会の経営を巡る問題で畑中と対立し、間も無く脱退。その後、岡田嘉子、竹内良一、山田巳之助、元安豊等の諸劇団に入るも馴染めず、1928年（昭和3年）、新劇協会に復帰したが、赤字経営が続き間も無く解散する。
1929年（昭和4年）4月、新築地劇場を脱退した土方与志、丸山定夫、薄田研二、山本安英、細川ちか子等によって創立された新築地劇団に入る。旗揚げ公演に先立って、武蔵野館から映画のアトラクションに少人数の芝居を上演してほしいと申し込まれ、準備公演としてニコライ・エヴレイノフ作『心の劇場』を上演し、笈川も助演。更に同年5月には、片岡鉄兵作『生ける人形』にも出演して、後に正式な劇団員となった。
1931年（昭和6年）4月、新築地劇団の関西公演が行われ、フセヴォロド・プドフキン作『アジアの嵐』が上演された後、戦旗座主催の講習会が開かれ、講師として出席。同年10月、東京左翼劇場が結成した日本プロレタリア劇場同盟のプロット第4回全国大会が開催し、笈川は中央執行委員に選出され、以後、全国でプロレタリア演劇の普遍化に尽力する。さらに同年11月、日本共産青年同盟に加入し、劇団内にフラクションを形成した。
1932年（昭和7年）1月、新築地劇団の関西新春公演が関西のプロット系の劇団の援助によって行われ、ウラジミル・キルション作『風の街』が上演され、笈川も出演。同年3月、プロットの拡大中央委員会が開かれたが、たまたま臨席していた官憲により突然中止させられる。同年、綜合プロレタリア文化団体、日本文化プロレタリア文化聯盟が結成するに及び、笈川は両劇団の常任中央執行委員になる。しかし、既にプロット指導部に対する弾圧が強まっており、笈川は関西中国地方公演の途中で検束された。
釈放後は一時芸能界から離れていたが、1933年（昭和8年）8月、市川小太夫の新興座に入る。しかし、新興座は同年10月に解散。同年12月からは寺田靖雄と共に関西新派に移り、1934年（昭和9年）1月、都築文男、梅の井秀雄、山口俊雄、中田正造らと角座で一座を結成する。同年3月、プロット大阪支部が解体され、同年4月に劇団自由舞台が旧プロット員と松竹の演劇会社によって結成されたのを機会にこれに参加したが、一度も舞台に立つことは無かった。1937年（昭和12年）、寺田と共に新生劇場を創設した。1940年（昭和15年）、国策に協力するために、関西演劇文化協会が設立されたが、笈川はそのどちらにも関係した。
戦後は新国劇に所属していたが、1952年（昭和27年）10月に退団。その後は東宝を中心に活躍し、多くの作品に出演。また、テレビドラマの出演もあり、テレビ放送開始間もない頃に日本放送協会で放送された、日本初のテレビ時代劇として知られる『半七捕物帳』で主演を務めるほか、多くの作品に脇役や主役として活躍した。
しかし、1959年（昭和34年）9月5日から1960年（昭和35年）1月9日まで放送された東京放送（現在のTBSテレビ）系列のテレビドラマ『朝焼け富士』以降の出演記録が見当たらない。以後の消息は不明とされていたが、2013年（平成25年）8月1日に出版された『蓼科日記 抄』の1960年（昭和35年）4月9日の文中にて、笈川の未亡人（元女優村田みね子、1898年 - 1962年）から同年4月4日死去の通知があったと云う旨が記されている。満54歳没。

## 出演作品

### 聯合映画芸術家協会
全て製作は聯合映画芸術家協会、配給はマキノ・プロダクション、全てサイレント映画である。
- 『水の影』：監督高田保、1926年10月15日公開 - 文科大学生新田

### 東宝
特筆以外、全て製作・配給は「東宝」、全てトーキー、特筆以外は全て「笈川武夫」名義である。
- 『あゝ青春に涙あり』：監督杉江敏男、1952年12月30日公開
- 『坊ちゃん』：監督丸山誠治、東京映画製作、1953年8月12日公開 - 博物の先生
- 『沓掛時次郎』：監督佐伯清、製作・配給日活、1954年7月27日公開 - 聖天権
- 『日本敗れず』：監督阿部豊、製作・配給新東宝、1954年10月25日公開 - 森秘書官
- 『芸者秀駒』：監督佐藤武、製作・配給新東宝、1954年8月10日公開 - 有馬代議士[注釈 3]
- ゴジラシリーズ
  - 『ゴジラ』：監督本多猪四郎、1954年11月3日公開 - 対策本部長[1]
  - 『ゴジラの逆襲』：監督小田基義、1955年4月24日公開 - 大阪警視総監[1]
- 『六人の暗殺者』：監督滝沢英輔、製作東京プロ、配給日活、1955年6月5日公開 - 土屋久之助
- 『芸者小夏 ひとり寝る夜の小夏』：監督青柳信雄、1955年7月25日公開 - 久保田
- 『青い果実』：監督青柳信雄、1955年11月29日公開 - 保育園長
- 『乱菊物語』：監督谷口千吉、1956年1月22日公開 - 伍助
- 『黒帯三国志』：監督谷口千吉、1956年1月29日公開 - 加茂貢兵衛
- 『逃げてきた花嫁』：監督青柳信雄、1956年2月12日公開 - 花小路
- 『不良少年』：監督谷口千吉、1956年6月1日公開 - 少年院院長塚田
- 『現代の欲望』：監督丸山誠治、1956年6月22日公開
- 『鬼火』：監督千葉泰樹、1956年7月5日 - 忠七の伯父・吉太郎
- 『天上大風』：監督瑞穂春海、1956年11月13日公開 - マネージャー珍田
- 『蜘蛛巣城』：監督黒澤明、1957年1月15日公開 - 三木の郎党2
- 『大安吉日』：監督筧正典、1957年1月22日公開 - 倉橋社長
- 『嵐の中の男』：監督谷口千吉、1957年2月5日公開 - 下田警察署長
- 『この二人に幸あれ』：監督本多猪四郎、1957年2月19日公開 - 西垣支店長
- 『大番』：監督千葉泰樹、1957年3月5日公開 - 宝石店店員
- 『眠狂四郎無頼控 第二話 円月殺法』：監督日高繁明、1957年4月2日公開 - 雛屋杜園
- 『動物園物語 象』：監督山本嘉次郎、1957年4月9日公開 - 仙台動物園長
- 『サラリーマン出世太閤記』：監督筧正典、1957年6月19日公開
- 『元禄忠臣蔵 大石最後の一日 琴の爪』：監督堀川弘通、1957年7月13日公開 - 奥田孫太夫
- 『夜の鴎』：監督佐分利信、1957年8月20日公開 - 時岡番頭
- 『地球防衛軍』：監督本多猪四郎、1957年12月28日公開 - TV解説者・野沢三郎[8][9]
- 『弥次㐂夛道中記』：監督千葉泰樹、1958年4月19日公開 - お雪の父十兵衛
- 『花の慕情』：監督鈴木英夫、1958年8月5日公開 - 小杉鴻作
- 『ドジを踏むな』：監督日高繁明、1958年9月16日公開 - 所長
- 『真夜中の顔』：監督宇野重吉、製作歌舞伎座、配給松竹、1958年9月30日公開 - 谷口
- 『次郎長意外伝 灰神楽木曾の火祭』：監督青柳信雄、1958年11月23日公開 - 清蔵
- 『隠し砦の三悪人』：監督黒澤明、1958年12月28日 - 峠の関所番卒2
- 『手錠をかけろ』：監督日高繁明、1959年2月17日公開 - 早川藤作
- 『私は貝になりたい』：監督橋本忍、1959年4月12日公開 - 尾上中佐（大隊長）
- 『或る剣豪の生涯』：監督稲垣浩、1959年4月28日公開 - 烏丸光
- 『青春を賭けろ』：監督日高繁明、1959年7月28日公開 - マリの父源太郎
- 『戦国群盗傳』：監督杉江敏男、1959年8月9日公開 - 音五郎
- 『槍一筋日本晴れ』：監督青柳信雄、1959年12月8日公開 - 原惣右衛門

### テレビドラマ
- 『不漁期』：監督山口淳、日本放送協会、1953年2月25日放映 - 親方（主演）
- 『半七捕物帳』：日本放送協会 - 三河町の半七（主演）
  - 『むらさき鯉』：監督永山弘、1953年7月1日放映
  - 『十五夜御用心』：監督永山弘、1953年9月16日放映
  - 『帯取りの池』：監督永山弘、1954年1月28日放映
  - 『ゆきだるま』：監督永山弘、1954年2月18日放映
  - 『張子の虎』：監督永山弘、1954年3月25日放映
  - 『お化け師匠』：監督永山弘、考証岸井良衛、1954年5月21日放映
- 『怠ける権利』：監督畑中庸生、日本放送協会、1953年7月8日放映 -  越智先生（主演）
- 『ハレ・アカラ』：日本放送協会、1953年7月18日放映 - マカリイ
- NTV劇場：日本テレビ
  - 『霜夜狸』：1953年9月15日放映
- 『帰郷』：日本放送協会、1953年11月5日放映 - 主演
- 『四つの靴下』：日本放送協会
  - 第4話『サンタクロース閣下』：1953年12月24日放映
- 『帰国』：日本放送協会、1954年1月14日放映[注釈 4]
- 『三番手の発破』：日本放送協会、1954年2月11日放映
- 『結婚記』：監督永山弘、日本放送協会、1954年4月29日放映 ※NHK初の1時間ドラマ
- 『江戸の影法師』：監督石川甫・宮武昭夫・喜多島武成、東京放送、1955年10月21日 - 1956年2月24日放映
- 『五文叩き』：日本放送協会、1956年2月2日放送
- 『野郎どもと女探偵』：日本放送協会
  - 第二回：1956年5月12日放映
- 『半七捕物帖』：監督石川甫、瓜生孝、宮武昭夫、東京放送、1956年5月3日 - 1956年12月27日放映
- 『海風が吹けば』：監督永山弘、日本放送協会、1956年5月7日 - 1956年7月30日 - 主演
- 『忠臣蔵の人々』：監督山本隆則、東京放送、1956年11月3日 - 1957年12月26日放映
- ウロコ座：東京放送
  - 第18回『与三郎』：1956年12月10日放映
  - 第79回『今様薩摩歌 前篇』：1958年2月17日放映
  - 第80回『今様薩摩歌 後篇』：1958年2月24日放映
  - 第118回『馬がものいう 前篇』：1958年11月17日放映
  - 第119回『馬がものいう 後篇』：1958年11月17日放映
- お好み日曜座：日本放送協会
  - 『故郷の声』：1958年7月6日放映[注釈 5]
  - 『あやつり組由来記』：監督井上博、1958年11月2日放映
  - 『土ねこ記』：1959年6月21日放映
- 『事件記者』：日本放送協会
  - 第15回『影なき男 前篇』：監督若林一郎、1958年7月9日放映
- 『少年航路』：日本テレビ
  - 第33話：監督岩崎文隆、1959年5月9日放映
- 東芝日曜劇場：東京放送
  - 第81回『朝顔物語』：1958年6月15日放映
  - 第109回『冬の人』：1958年12月28日放映
  - 第144回『ひとり娘』：1959年8月30日放映
- 『女人哀詩』：監督梅本重信、日本放送協会、1959年5月1日放映
- NEC劇場：東京放送
  - 『朝焼け富士』：監督飯島敏宏、1959年9月5日 - 1960年1月9日放映